# Sergio Ciomei
Sergio Ciomei (Gènova, 1965), és un pianista, organista, clavicembalista clàssic i pedagog italià.

## Biografia
Sergio Ciomei, nascut a Gènova el 1965, va estudiar piano amb Franco Trabucco i es va llicenciar el 1984 i perfeccionar el seu estil amb András Schiff. Guanyador de diversos concursos de piano, va guanyar el 1991 el 2n premi del concurs Mozarteum de Salzburg. També va estudiar clavicèmbal amb Christophe Rousset i Jan-Willem Jansen, així com pianoforte amb Andreas Staier i Laura Alvini. Va ser professor ajudant de música barroca a l' Acadèmia Musical Chigiana de Siena durant cinc anys del 1989 al 1994.

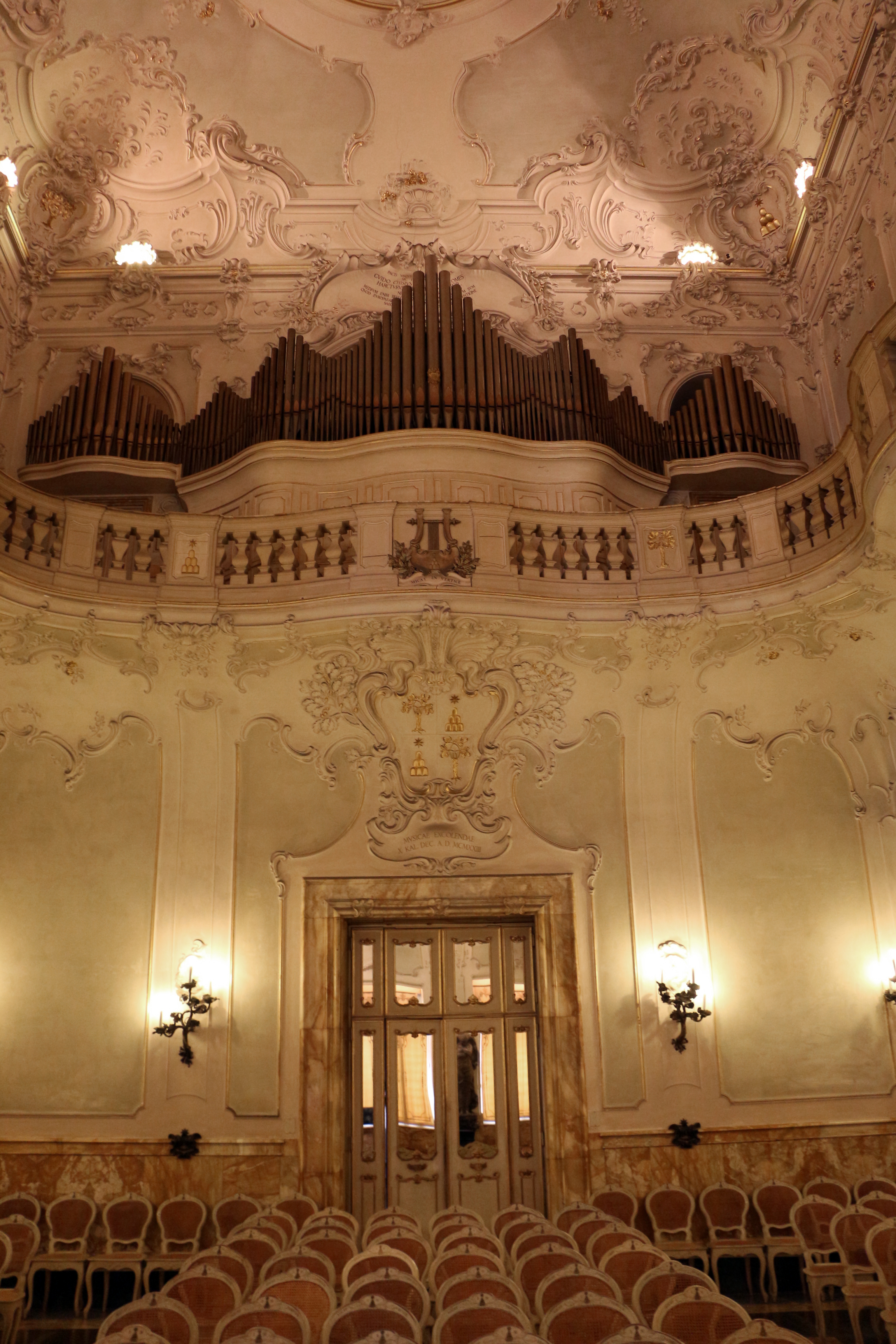
Sala de concert del palazzo Chigi-Saracini. Acadèmia musical Chigiana de Siena.

Sergio Ciomei ha actuat en concerts arreu del món, com a intèrpret de piano i clavicèmbal solista amb Europa Galante i Triple Concordia, aconseguint crítiques favorables de revistes europees. Actua sota la direcció de Frans Brüggen, Fabio Biondi, David del Pino Klinge, J. Kantorronn. És convidat a la Filharmonia de Berlín, a l'Auditori Nacional de Madrid, al Théâtre des Champs-Élysées de París i al Teatre de la Universitat de Santiago de Xile. Va aparèixer en duet amb Cecilia Bartoli des del 2001, al Théâtre des Champs-Élysées de París, al festival internacional de Bad Kissinger, al Palais des Beaux-Arts de Brussel·les, entre d'altres.

## Discografia
Sergio Ciomei ha gravat, entre d'altres, per a les etiquetes Nuova Era, Opus 111, Dynamic, Cantus, Arcana, Challenge Classics, Philarmonia i Virgin.
- Mancini, 6 sonates per a flauta de bec i baix continu - Lorenzo Cavasanti, flauta de bec; Caroline Boersma, violoncel; Sergio Ciomei, clavicembal (22-24 de juny de 1992, Nuova Era) (OCLC 32550723 OCLC 32550723)
- Scarlatti, 15 sonates : K. 64, 84, 85, 394, 262, 213, 545, 268, 318, 314, 56, 308, 491, 492 i 513 (28 de febrer de 2000/2-3 de febrer de 2001, Challenge Classics) (OCLC 990955177 OCLC 990955177).[4]
- Debussy, Suite bergamasque, Imatges, llibre I, Children's corner, dos Arabescos (març 2001, Dynamic) (OCLC 881210216 OCLC 881210216)
- Mozart, Sonates per a teclat i violí, Kv. 301–305 i Kv. 206, 302, 304, Variacons 374a i 374b - Sergio Ciomei piano-forta; Haim Fabrizio Cipriani, violí (maig 1996, Cantus i 2003, NorthWest Classics) (OCLC 658766606 i 747278412 OCLC 658766606 i 747278412 i OCLC 658766606 i 747278412).